# Personal Carbon Trading
Das Personal carbon trading (PCT) ist ein Sammelbegriff für diejenigen Emissionshandelskonzepte, welche die Emissionen der Privathaushalte miteinbeziehen. Da diese Konzepte zunächst im englischen Sprachraum entwickelt und diskutiert wurden, gibt es bisher keine etablierten deutschen Begriffe dafür. Oft wird einfach von „Ausweitung des Emissionshandels“ gesprochen. Im Umlauf sind außerdem die Begriffe Kohlenstoff-Lizenz, Privater CO2-Emissionshandel, Pro-Kopf-Emissionsquote, und Emissionshandelsrechte für Privathaushalte.
Bislang werden in der Europäischen Union ca. 45 % der CO2-Emissionen über den EU-Emissionshandel erfasst. In dieses System sind Industrie, Energieerzeuger und die Luftfahrtunternehmen einbezogen.
Neben einer Ausweitung des Emissionshandels in der gesamten EU erlauben es die geltenden EU-Vorschriften auch, den Emissionshandel landesspezifisch auf weitere Bereiche z. B. auf den Straßenverkehr auszuweiten.

## Deutschland

### Verkehrsteilnehmer-Ansatz
Nach der Logik des bereits etablierten EU-Emissionshandels kann CO2 nur im Austausch mit einer entsprechenden Menge an Zertifikaten ausgestoßen werden.
Übertragen auf den Bereich der Endverbraucher bedeutet dies, dass jeder im Besitz von Zertifikaten sein muss, wenn er z. B. zum Tanken fahren will, und genau wie bislang bereits jeder in den Zertifikatshandel einbezogene Industriebetrieb würde auch jeder Konsument ein entsprechendes Zertifikate-Konto erhalten.
Konkret sieht die Idee vor, dass jeder Bürger am Monatsanfang kostenfrei Zertifikate bekommt – jeder Bürger gleich viele. Beim Tanken werden parallel zum Bezahlen des Kraftstoffs für das in der Folge ausgestoßene CO2 entsprechende Zertifikate abgegeben.
Wer am Monatsende noch ungenutzte Zertifikate zur Verfügung hat, kann sie zum Kauf anbieten. Umgekehrt muss derjenige, der mit seinem Kontingent nicht auskommt, zusätzliche Zertifikate erwerben.
Hauptvorteile dieses Systems: Wer das Klima schont wird finanziell belohnt. Der Verbraucher bekommt unmittelbar ein Gefühl für die Höhe seiner CO2-Emissionen.

Hauptnachteil: Es müssen sehr viele CO2-Konten verwaltet werden.

### Kraftstoffbereitsteller-Ansatz
Um den eben beschriebenen Nachteil zu umgehen, erwerben Raffinerien und Kraftstoffimporteure von Öl und Gas CO2-Zertifikate für die von ihnen an Verbraucher gelieferte Mengen und versuchen ihre so gestiegenen Kosten über Preisanpassungen an ihre Kunden weiterzugeben.
Hauptvorteile: Minimale Transaktionskosten, weniger CO2-Konten müssen verwaltet werden. Die Komplexität wird den Unternehmen aufgetragen, für den Verbraucher gibt es keine neuen Konten, die Zertifikate werden ohne sein Zutun im Hintergrund für ihn gehandelt.

Hauptnachteil: Es handelt sich um eine Preiserhöhung, die im Wesentlichen von den Verbrauchern zu tragen ist.

### Kraftstoffbereitsteller-Ansatz mit sozialem Ausgleich
Wie beim Verursacherprinzip erhalten zunächst alle Verbraucher kostenfrei Zertifikate, die sie jetzt aber sofort wieder zum aktuellen Börsen-Kurs an eine Art Bank verkaufen können. Raffinerien und Kraftstoffimporteure erwerben entsprechend ihre Zertifikate bei dieser Bank.
Vorteile:
- geringe Transaktionskosten,
- die Preise werden entsprechend der CO2-Emissionen angepasst, die Knappheit des CO2 ist damit „eingepreist“ und
- wer das Klima im Vergleich zu anderen schont, wird im Vergleich zu denjenigen, die das Klima stärker belasten, belohnt
- entgegen einer Steuer, bei der ärmere Bevölkerungskreise regelmäßig stärker betroffen sind, trifft hier der umgekehrte Fall ein: nicht die ärmeren Bevölkerungsschichten, sondern die Vielverbraucher sind entsprechend ihrem Verbrauch stärker von den Mehrkosten betroffen.

siehe auch Klimadividende

### Unterschied zu einer Steuer
Im Gegensatz zu einer Steuer, bei der der Preis pro Emission politisch festgelegt wird und die nachgefragte Menge über den Markt entschieden wird, werden bei der Variante mit Zertifikaten die Mengen festgelegt und der Preis über die Nachfrage geregelt. Beide Varianten wirken aus Sicht der Verbraucher verteuernd, tendenziell ist mit einer reduzierten Nachfrage zu rechnen. Wenn so viele Zertifikate verteilt werden, dass es zu keiner Verhaltensänderung kommen muss, kann der Preis für Zertifikate gegen null sinken.

### Auswirkungen auf den Kraftstoffpreis
Der Liter Benzin würde sich um 7 Cent verteuern, wenn der Straßenverkehr bei einem Zertifikatepreis von 30 Euro pro Tonne CO2 in den Emissionshandel einbezogen würde. Bei den derzeit gehandelten CO2-Preisen wäre es ein Mehrpreis von 1,4 Cent pro Liter Benzin.

### Ausweitung auf weitere Sektoren
Dieses Prinzip könnte im gesamten Verkehrssektor angewendet werden. Eine Ausnahme müsste beim Flugverkehr auf Inner-EU-Flügen gemacht werden, weil hier bereits die Luftfahrtgesellschaften dem Emissionshandel unterliegen. Neben dem Verkehr könnten auch der Gebäudesektor und die Landwirtschaft einbezogen werden. In der Schweiz wird mit der sogenannten Lenkungsabgabe neben CO2 u. a. auch Heizöl besteuert.

Anteile an den CO2-Emissionen in der EU:
- Straßenverkehr 20 %
- Gebäudeheizung 13 %
- Landwirtschaft 10 %

### Ausweitung auf weitere Schadstoffe und knappe Güter
Neben CO2 können auch alle anderen Treibhausgase berücksichtigt werden. Prinzipiell können auch weitere Stoffe, wie Nitrate, Ammoniak, Phosphor, Feinstaub, Quecksilber, seltene Erden bzw. alle aus dem Boden entnommene nicht nachwachsende Rohstoffe einbezogen werden (siehe auch planetarische Leitplanken).

### Aktuelle Entwicklung
Eine Reihe von Fachleuten und Wirtschaftsvertretern hat sich für die Ausweitung des Emissions-Handels ausgesprochen. So hat sich u. a. Daimler und BMW für eine Einbeziehung des Straßenverkehrs ausgesprochen. Auch Opel zeigt sich offen und die Experten der Deutschen Bank und der FAZ sprechen sich ebenfalls dafür aus.

## Deutschland
Basierend auf dem Prinzip Cap, Personalize and Trade propagiert der Klimaschutzverein SaveClimate.Earth einen persönlichen Emissionshandel mittels der komplementären CO2e-Währung ECO (Earth Carbon Obligation). Der ECO wird allen Bürgern monatlich und kostenlos in gleicher Höhe als ökologisches Grundeinkommen ausgezahlt, um damit den individuellen CO2-Konsum zu bezahlen. Alle Waren und Dienstleistungen erhalten ein separates ECO-Preisschild. Es gibt die Summe CO2 an, das entlang der kompletten Wertschöpfungskette entsteht. Durch die Angabe des ökologischen Fußabdrucks können Verbraucher die Klimaschädlichkeit von Produkten vergleichen und eine proaktive Kaufentscheidung für das Klima treffen. Der ECO ist das einzige CO2-Bepreisungssystem, das sämtliche Treibhausgas-Emissionen lückenlos erfasst, transparent abbildet und gerecht abrechnet (EU-ETS bildet nur ca. 45 % aller THG in der EU ab bzw. die CO2-Steuer betrifft nur die Sektoren Wärme und Verkehr). Der ECO stellt eine Klimagaswährung dar, die zunächst zur Abbildung und Abrechnung von CO2-Emissionen entwickelt wurde. Das Konzept lässt sich auch auf andere Treibhausgase (z. B. Methan CH4, Lachgas N2O) übertragen.

## Schweiz
Bereits heute erhält jeder Bürger den gleichen Betrag aus den Einnahmen der Schweizer Lenkungsabgabe zurückerstattet. Es gibt Überlegungen, die Lenkungsabgabe auf alle Emissionen auszuweiten.

## England
Im Englischen werden unter der generellen Idee des PCT verschiedene Konzepte diskutiert:
- TEQ (Tradable Energy Quotas, auch als DTQ – Domestic Tradable Quotas bezeichnet) ist ein Konzept, in dem alle Emissionen, die Gesellschaft und Industrie verursachen, erfasst werden sollen. Bei der Idee versteigert der Verbraucher die nur ihm zugeteilten Rechte in wöchentlichen Tendern an Emittenten. TEQ würde somit anstelle des bisherigen Systems des Emissionsrechtehandels treten. TEQ wurde zu Beginn der 1990er Jahre von David Fleming entwickelt und wird seit 2003 am Tyndall Centre for Climate Change Research erforscht.
- PCA (Personal Carbon Allowances) wurde von Mayer Hillman und Tina Fawcett am Environmental Change Institute in Oxford entwickelt. Bei diesem Konzept werden die gewerblichen und die privaten Emissionen getrennt erfasst und „vermarktet“. Der bisherige Emissionsrechtehandel wird also um PCA ergänzt. Der Transport inklusive ÖPNV und Heizen werden besonders beachtet.
- Carbon Credit Card: Hierbei handelt es sich um eine populäre Bezeichnung, die besonders in den Medien Verwendung findet.

In England wurde die Einführung einer „Carbon Credit Card“ durch das Umweltministerium konkret angekündigt. Hier soll der Verbraucher neben dem Marktpreis für die Produkte zusätzlich mit „CO2-Punkten“ bezahlen, die ihm in jährlich geringer werdenden Mengen zugeteilt werden. Soweit die Punkte nicht ausreichen für seinen Verbrauch, kann er über eine Börse weitere Punkte von denen erwerben, welche, weil sie zum Beispiel kein Auto haben und in einem Nullenergiehaus wohnen, ihre Punkte nicht verbrauchen.
2008 hat die Britische Regierung beschlossen, das System vorerst nicht einzuführen.

## Forschung und Entwicklung
Eine Studie in Nature Sustainability kommt zu dem Schluss, dass persönliche Emissionsgenehmigungen (PCAs) eine wirkungsvolle Komponente zur Eindämmung des Klimawandels sein könnten. Sie sind der Ansicht, dass die wirtschaftliche Erholung von COVID-19 und neue technische Kapazitäten ein günstiges Zeitfenster für erste Testläufe in geeigneten Regionen eröffnet haben. PCAs umfassen – etwa monetäre – Credit-Feedbacks und sinkende Mengen an standardmäßig erlaubten Emissionen pro Kopf. Die Studie nennt zudem einige Probleme, die für eine Umsetzung erforscht und gelöst werden könnten.